# Grammodes attenuata
Grammodes attenuata är en fjärilsart som beskrevs av W. Warren 1913. Grammodes attenuata ingår i släktet Grammodes och familjen nattflyn. Inga underarter finns listade i Catalogue of Life.

## Bildgalleri

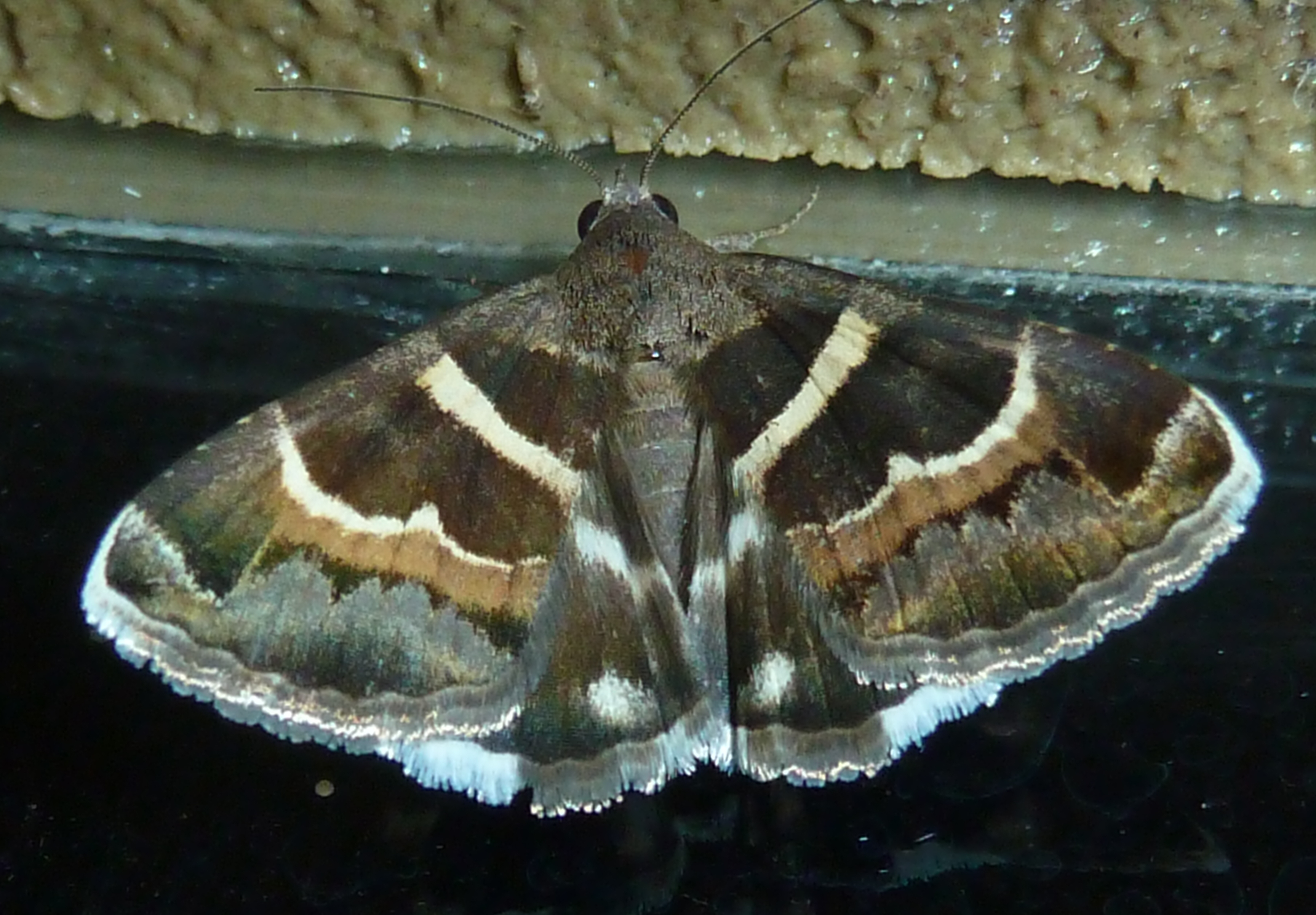